# Алберт II (Горица)
Вижте пояснителната страница за други личности с името Алберт II.
Алберт II фон Горица (на немски: Albrecht II von Görz; * 1261 † 1325) от род Майнхардини, е от 1323 до 1325 г. щатхалтер на Горица (Гьорц) за племенника си Йохан Хайнрих IV.

## Произход и управление
Той е вторият син на Алберт I († 1304), граф на Тирол и Горица, и първата му съпруга Еуфемия († 1275), дъщеря на херцог Конрад II от Силезия-Глогов. Внук е на граф Майнхард I, фогт на Аквилея († 1258) и на Аделхайд фон Тирол († 1279), дъщеря, наследничка на граф Алберт III от Тирол († 1253). Баща му се жени втори път на 29 май 1275 г. за Еуфемия фон Ортенбург († 1304), дъщеря на граф Херман I фон Ортенбург.
Брат е на граф Хайнрих III (1263 – 1323). 
Преди смъртта си баща му поделя Графство Горица между двамата си сина. Алберт II е от 1323 г. опекун на племенника си Йохан Хайнрих IV.

## Фамилия
Първи брак: на 17 март 1299 г. с Елизабет фон Хесен (1284 – 1308), дъщеря на ландграф Хайнрих I фон Хесен/Детето от Брабант (1244 – 1308) и втората му съпруга Мехтилд от Клеве († 1309). Те имат децата:
- Елизабет († сл. 1338), омъжена ок. 1310 г. за граф Херман фон Хойнберг († 28 юни 1322) и втори път 1323 г. за граф Вилхелм I фон Шаунберг-Трюхсен († сл. 1338)
- Катерина († сл. 23 април 1329), омъжена на 4 февруари 1320 г. за Улрих фон Валдзе († сл. 23 април 1329), ландесхауптман на Щирия
- Клара, омъжена на 20 август 1319 г. за Хердеген I фон Петау, ландмаршал на Щирия († сл. 30 септември 1343), син на Хартнид III фон Петау-Фридау († ок. 1316) и Кунигунда фон Лихтенщайн-Мурау († 1299)
- Катарина цу Нойхауз († сл. 11 ноември 1342), омъжена 1311 г. за Улрих фон Тауферс и Утенхайм († сл. 30 ноември 1336)
- Алберт III († 1365)

Втори брак: през 1321 г. с Еуфемия фон Мач (1301 – 1353), дъщеря на фогт Улрих II фон Мач. Тя подарява през 1348 г. кармелитинския манастир в Линц. Те имат децата:
- Хайнрих V († 1361)
- Майнхард VI († 1385)
- Маргарета († сл. 31 август 1374), омъжена за граф Рудолф фон Ортенбург († сл. 1355)

Трети брак: за жена с неизвестно име. Двамата имат едно дете:
- Йоханис († сл. 1413)